# Огъл (окръг, Илинойс)
Окръг Огъл (на английски: Ogle County) е окръг в щата Илинойс, Съединени американски щати. Площта му е 1976 km². Според преброяването на Съединените щати от 2010 г. , населението е 53 497 души.  Административен център е град Орегон, а най-големият му град е Рошел. 

## История
Окръг Огъл е сформиран през 1836 г. от окръзите Джо Дейвис и ЛаСал и е кръстен на капитан Джоузеф Огъл, ветеран от Войната за независимост, който се установява в Илинойс през 1785 г. Правителството на окръг Огъл е организирано през 1837 г.; преди това време той остава включен в окръг Джо Дейвис по законодателни, данъчни и съдебни въпроси. През 1839 г. част от окръг Огъл е разделена, за да образува окръг Лий.
Окръг Огъл е бил селище в Нова Англия. Основателите на Орегон и Рошел са пристигнали от Нова Англия; те са били "Янки", потомци на английски пуритани, заселили Нова Англия през 1600-те. Те са били част от вълна фермери, които мигрират в Северозападната територия в началото на 1800 г., пътуването им е било облекчено от завършването на канала Ери през 1825 г. Те откриват девствена гора и диви прерии и бързо правят ферми, строят пътища, издигат обществени сгради и установявар пощенски маршрути. Те донасят страст към образованието и силен аболиционизъм. Те са били членове на конгрегационалистката или епископалната църква. В културно отношение окръг Огъл, подобно на голяма част от Северен Илинойс, е поддържал ценности, подобни на тези в Нова Англия. 

## География
Според Бюрото за преброяване на населението на САЩ, окръгът има обща площ от 763 квадратни мили (1 980 km 2 ), от които 759 квадратни мили (1 970 km 2 ) са земя и 4,4 квадратни мили (11 km 2 ) (0,6%) са вода.

## Съседни окръзи
- Окръг Уинебаго - север
- Окръг Бун - североизток
- Окръг Стивънсън - северозапад
- Окръг Дикалб - изток
- Окръг Керъл - запад
- Окръг Лий - юг
- Окръг Уайтсайд - югозапад
- Окръг Лейк - северозапад

## Летища
В окръга се намират следните летища за обществено ползване:
- Летище Огъл Каунти - Маунт Морис, Илинойс
- Общинско летище Рошел - Рошел, Илинойс

## Паркове
- Държавен парк Касъл Рок, щатски парк, разположен върху 2000 акра (809 ха) в окръг Огъл, Илинойс, Съединени щати.
- Щатски парк Лоудън,  щатски парк, разположен върху 207 акра (84 ха) в окръг Огъл, Илинойс, Съединени щати. Паркът е кръстен на губернатора Франк Орън Лоудън.
- Щатска гора Лоудън-Милър, защитена зона на 2291 акра (927 ха) в окръг Огъл, Илинойс, Съединени щати.[9]
- Държавен парк White Pines Forest